# Arquivo.pt
O Arquivo.pt é um arquivo da Web de Portugal. Tem como missão arquivar periodicamente conteúdos de interesse nacional disponíveis na Web, armazenando e preservando para o futuro informação de interesse histórico. É um serviço da Fundação para a Ciência e Tecnologia (FCT) que foi inicialmente fundado na Fundação para a Computação Científica Nacional por Daniel Coelho Gomes.
A Web foi idealizada como um meio de comunicação rápido mas tem vindo progressivamente a substituir a imprensa como meio privilegiado de publicação porque permite que qualquer pessoa ou organização disponibilize informação acessível a todos de uma forma rápida e económica. Diariamente, são publicados milhões de conteúdos exclusivamente na Web como textos, fotografias ou vídeos. No entanto, passado relativamente pouco tempo, a grande maioria desta informação deixa de estar acessível e perde-se irremediavelmente. Cerca de 50% dos endereços disponíveis hoje, tornam-se indisponíveis passados apenas 2 meses, 80% dos conteúdos são alterados ou desaparecem passado 1 ano.
O Internet Archive é uma organização norte-americana que recolhe e arquiva conteúdos da Web à escala mundial. É difícil para uma única organização fazer um arquivo exaustivo de todos os conteúdos publicados porque a Web está em permanente mutação e muita informação desaparece antes de poder arquivada. Além disso, a documentação de acontecimentos históricos de relevância nacional para Portugal não é prioritária para o Internet Archive e grande parte da informação publicada na Web portuguesa perde-se irremediavelmente. Este problema é sentido igualmente por outras comunidades nacionais espalhadas pelo mundo.
O arquivo da Web além de contribuir para preservar conhecimento científico e histórico, permite também que cidadãos comuns mantenham as suas memórias enquanto indivíduos. Todos os dias as pessoas tiram fotografias e partilham-nas na Web. Contudo, os cuidados mais elementares para a preservação desta informação, como copiar as fotografias para um disco, raramente são tomados. No futuro, muitas pessoas terão dificuldade em mostrar retratos das suas memórias ou famílias.
A publicação na Web quebrou barreiras económicas e geográficas ao conhecimento, mas a natureza efémera da Web poderá fazer com que se quebre o acesso ao próprio conhecimento. Cabe-nos a responsabilidade de fazer com que a informação publicada em-linha permaneça acessível para as gerações futuras.
O Arquivo.pt visa arquivar e preservar conteúdos da Web relevantes para a comunidade portuguesa. Destaca-se por ter desenvolvido um serviço de pesquisa textual sobre conteúdos do passado disponível no site do projecto. Através deste serviço público é possível pesquisar rapidamente informação arquivada da web desde 1996 até aos dias de hoje. O acesso automático também é possível através de interfaces para programação de aplicações informáticas.
O Arquivo.pt fornece um serviço de preservação gratuito aos autores da web portuguesa e ao mesmo tempo um recurso valioso de investigação que já foi utilizado por investigadores, por exemplo, para medir de forma automática a acessibilidade da web portuguesa para pessoas com deficiência.
Arquivo.pt também permite que qualquer usuário da Internet sugira o arquivamento de um site usando um formulário especial em seu site.

## Pesquisa de imagens
No final de março de 2021, implementa um motor de busca de imagens da web desde 1996 até à actualidade, chamado Dionisius, que contém mais de mil milhões de imagens do passado da Web.

## Distinções
- Arquivo.pt venceu o Prémio Transformação Digital 2024 [10][11]
- Arquivo.pt recebe prémio de Melhor Projeto Digital da Administração Pública Central [12]
- Catálogo de ferramentas para preservação digital do Arquivo.pt é finalista do The National Archives (UK) Award for Safeguarding the Digital Legacy (Digital Preservation Coalition Awards 2024)[13]
- Arquivo.pt no top 3 dos serviços digitais governamentais em Portugal, 2023.[14]
- Melhor Serviço Digital de 2022 para Arquivo.pt.[15]
- Arquivo.pt entra no quadro de honra da segurança em Portugal segundo o Observatório Português de Tecnologias da Internet, 2022.[16]
- Prémio de melhor artigo para Arquivo e medição da web portuguesa at Ibero-Americana IADIS WWW/Internet 2008.[17]

## Prémio Arquivo.pt
Desde 2018, organiza o Prémio Arquivo.pt, com alto patrocínio do Presidente da República Portuguesa e em parceria com o Jornal Público, onde são galardoados trabalhos de investigação que usam a informação constante do arquivo.

## Casos de uso
- 2018[19]
  - Conta-me Histórias, por Ricardo Campos e com Arian Pasquali, Vítor Mangaravite, Alípio Jorge e Adam Jatowt.[20][21]
  - Enquadramento do conceito de “homossexualidade” em 20 anos de publicação do Jornal Expresso, por João Teixeira Duarte e Zélia Teixeira.[22]
  - Arquivo de Opinião, por Miguel Won.

- 2019[23]
  - meuParlamento.pt, por Nuno Moniz, Arian Pasquali, Tomás Amaro.[24]
  - Revisionista.pt: Des-cobre as notícias, por Flávio Martins e André Mourão.[25]
  - Discursos públicos sobre violência em privado, por Zélia de Macedo Teixeira.

- 2020[26]
  - Desarquivo, por Miguel Ramalho.[27][28]
  - Extensão Arquivo.pt para Google Chrome por Rodrigo Marques e Hugo Silva. Permite realizar pesquisas avançadas no Arquivo.pt diretamente a partir do browser.
  - Arquivo Económico, por Nuno Bragança. Apresenta a informação preservada pelo Arquivo.pt acerca dos preços de produtos desde o tempo do escudo português.
  - Jornal do Passado, por Bruno Galhardo. Um jogo para todas as idades, desenvolvido para Android, no qual o utilizador põe à prova os seus conhecimentos sobre notícias/eventos tentando adivinhar a data em que ocorreram. (Menção Honrosa Público)

- 2021[29]
  - Major Minors, Paulo Martins e Leandro Costa.
  - Politiquices, por David Batista.
  - Primeiras páginas de jornais online portugueses, por Susana Parreira, sob orientação de Ana Sabino, Ana Boavida e Penousal Machado.[30][31]
  - Menção Honrosa Público: Primeiras páginas de jornais online portugueses, por Susana Parreira, sob orientação de Ana Sabino, Ana Boavida e Penousal Machado.

- 2022[32]
  - Arquivo do Parlamento, por Tiago Santos.
  - Classificação automática de artigos estigmatizantes de doenças mentais, por Alina Yanchuk, Alina Trifan, Olga Fajarda e José Luís Oliveira.
  - Arquivo Público por Diogo Correia e Ricardo Campos.
  - Arquivo Público por Diogo Correia e Ricardo Campos (Menção Honrosa Público).
- 2023
  - Viajar no tempo sobre carris,  por Antero Pires, Carlos Cipriano, Diogo Ferreira Nunes e Ruben Martins.
  - Representatividade das mulheres artistas na imprensa nacional, por  Cláudia Sevivas e Miguel Boavida.
  - Memória Política, por Miguel Lopes, Maria Carneiro e João Andrade.
  - Fábrica do Jornal, por Miguel Almeida (Menção Honrosa Público).
  - Imaginarium, por Diogo Sousa (Menção Honrosa AMCC – Aveiro Media Competence Center).
- 2024
  - Noticioso – Desafiar percepções, por Carmen Fonseca e António Ramiro.
  - Habitação.NET: Uma visão do Mercado de Habitação em Portugal, por Diogo Gonçalves.
  - Pegada Lusa, por Diana Costa e Sérgio Teixeira.
  - Uma viagem no tempo com o Público e o Expresso, por Rita Marques Costa e Beatriz Malveiro.
  - discordAR: a Proximidade dos Partidos na Assembleia da República, por Miguel Salema e Sebastião Fonte (Menção Honrosa AMCC – Aveiro Media Competence Center).
  - ArquivoNC – arquivo web do Jornal de Notícias da Covilhã, por Rodrigo Dias da Silva, orientado pelo Professor Ricardo Campos, da Universidade da Beira Interior (UBI) (Menção Honrosa .PT).